# Beate Baumgartner
Beate Baumgartner (* 9. Mai 1983 in Windhoek, Südwestafrika), bekannt auch als Yola B, ist eine namibisch-österreichische Sängerin. In Österreich wurde sie ursprünglich durch ihre Teilnahme an der ersten Staffel der Castingshow Starmania bekannt, die zwischen Herbst 2002 und Frühjahr 2003 im Fernsehprogramm des ORF ausgestrahlt wurde. Als Sängerin und Frontfrau der Parov Stelar Band erreichte sie seit 2009 auch internationale Bekanntheit.

## Leben
Baumgartner wurde als Tochter eines aus Fernitz stammenden Steirers und seiner namibischen Gattin geboren. Sie wuchs in Namibia auf, wo sie mehrsprachig erzogen wurde. Österreich kannte sie von mehreren Familienbesuchen. Von Januar 1989 bis November 2001 besuchte sie die Deutsche Höhere Privatschule Windhoek. Dort war sie Mitglied des Schulchors und wirkte an der Aufführung verschiedener Musicals mit. 1997 nahm sie als Werbesprecherin einen Radiospot auf, in den beiden folgenden Jahren moderierte sie im Radio Kindersendungen und Jugendkulturprogramme. 1999 erhielt sie am National Theatre of Namibia eine Rolle in der Inszenierung des Musicals Hair. Im gleichen Jahr gründete sie die Girlband Sweet Chilli. Als 18-Jährige übersiedelte sie 2001 nach Österreich, wo sie 2002 einen Vorstudienlehrgang begann. Nebenher nahm sie ein Jahr lang klassischen Gesangsunterricht.

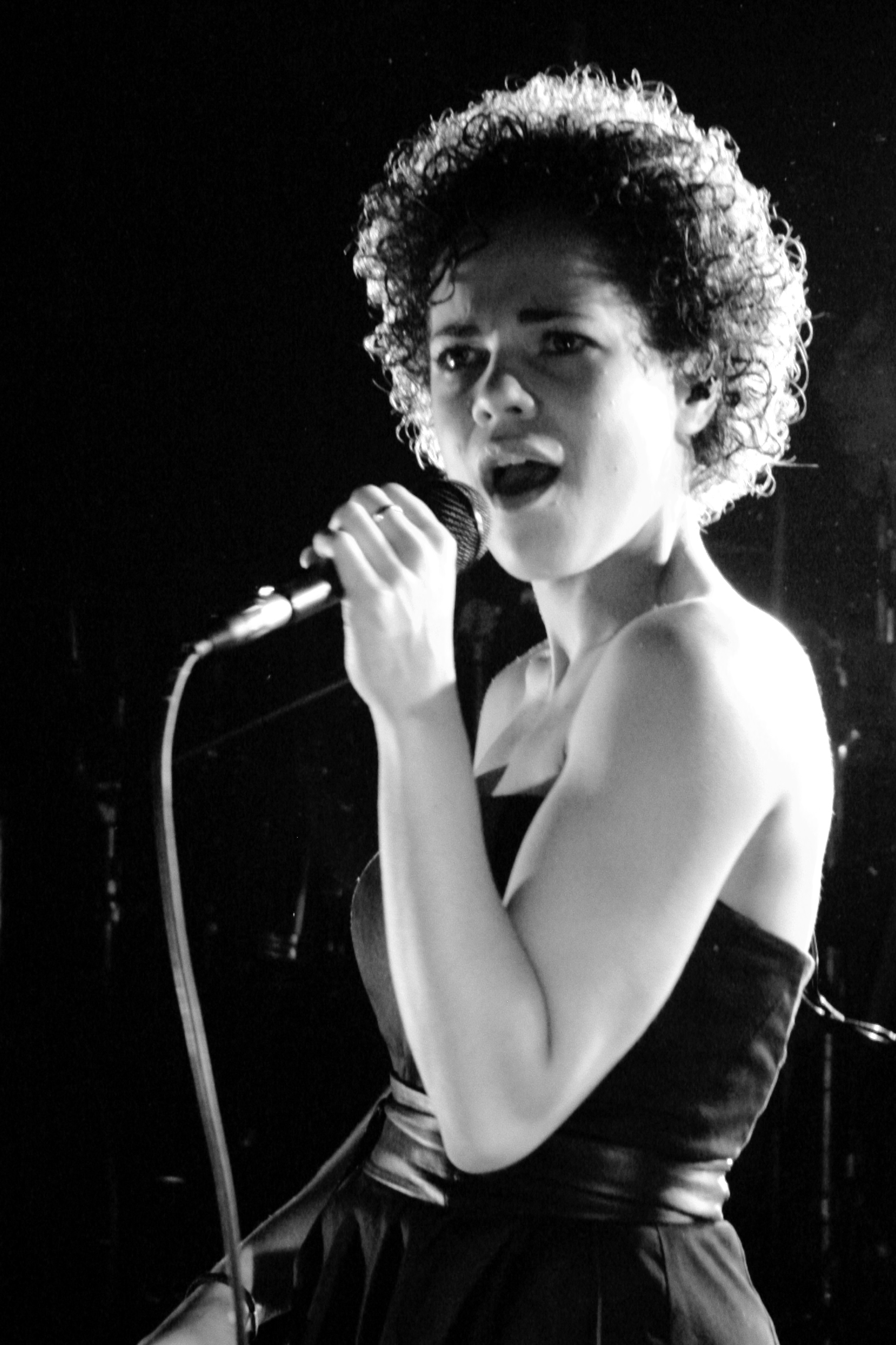
Beate Baumgartner beim Parov-Stelar-Band-Konzert (2009)

Als im Sommer der Österreichische Rundfunk für sein Programm eine eigene Version des international erfolgreichen Popidol-Formats konzipierte, bewarb sich Baumgartner für die Teilnahme an der Castingshow. In mehreren Qualifikationsrunden setzte sie sich gegen mehr als 1.700 Mitbewerber durch und erreichte das Finale der besten Zwölf. Gemeinsam mit den anderen Finalisten nahm sie zwei Singles auf: Stars In Your Eyes, der Titelsong der ersten Staffel, stieg bis auf Platz 3 der österreichischen Charts, Tomorrow’s Heroes erreichte Platz 1 der Charts und erreichte als erste österreichische Single bereits vor der Veröffentlichung Goldstatus. Am Ende konnte Baumgartner sich aber nicht gegen alle ihre Mitstreiter durchsetzen und erreichte den sechsten Platz des Castingwettbewerbs.
Nachdem die beiden Erstplatzierten der Starmania, Michael Tschuggnall und Christina Stürmer, unmittelbar im Anschluss an die Show sehr erfolgreiche Plattenveröffentlichungen lancieren konnten, wurden im Sommer 2003 nach einer Tournee durch Österreich auch die weiteren Finalisten verwertet. Sieben Monate nach ihrem Ausscheiden erschien Baumgartners Debütsingle Shosholoza, eine Interpretation des bekannten südafrikanischen Volksliedes. Die Aufnahme wurde von Baumgartners Plattenfirma aber im Verhältnis wenig beworben und erreichte Platz 69 der österreichischen Charts. Weitere Veröffentlichungen folgten bislang nicht mehr. Derzeit studiert sie an der Universität Wien Publizistik.
Von April 2008 bis 2009 sang Beate Baumgartner bei der Elektro-Rock-Band Monilla.
Am 27. März 2009 gab sie im Posthof Linz ihr Debüt als Sängerin von Parov-Stelars-Live-Band. Sie war in den Jahren 2009 und 2010 mit der Band auf Tour und hat auch den Track Dandy (unter dem Pseudonym Yola B) auf Stelars Album Coco eingesungen. 2014 war sie Sängerin des Tracks Listen Up auf dem Album This Is DelaDap von DelaDap.
Baumgartner lebt (Stand September 2022) mit ihrer Familie in Windhoek.

## Diskografie
Alben
- 2008: Monilla: Hello World – Chapter 1
- 2009: Parov Stelar: Coco-Dandy
- 2009: Mike Rigler: Midnight Rendezvous-Heroes (feat. Yola B)
- 2014: Listen up Deladap

Singles
- 2003: Shosholoza
- 2008: Monilla: 2nd Life
- 2014: Skyrocket Deladap